# San Luis Obispo
San Luis Obispo (/sæn ˈluːɪs ɵˈbɪspoʊ/; po hiszpańsku Święty Ludwik, biskup Tuluzy) – miasto w stanie Kalifornia w Stanach Zjednoczonych, położonym w połowie drogi między Los Angeles i San Francisco na środkowym wybrzeżu tego stanu. 
W mieście rozwinął się przemysł lekki oraz winiarski.

## Opis
Założone w 1772 roku przez hiszpańskiego Franciszkana Junipero Serra, jest jednym z najstarszych miast w Kalifornii. Lokalnie zwane San Luis, SLO, lub SLO Town (ponieważ hrabstwo jest również określane jako SLO) jest siedzibą hrabstwa San Luis Obispo.  W okolicach miasta znajduje się California Polytechnic State University. 
Według danych z 2010 roku miasto miało 45 119 mieszkańców.
Z San Luis Obispo pochodzi Stephanie Brown Trafton, amerykańska dyskobolka, mistrzyni olimpijska. W tym mieście zmarł (w 1992 r.) John Sturges, reżyser filmowy, twórca m.in. Siedmiu wspaniałych i Wielkiej ucieczki.